# 埃德尔河
埃德尔河（發音：[ˈeːdɐ] ⓘ）是德國北萊茵-威斯特法倫州的河流，屬於富爾達河的支流，河道全長177公里，流域面積3,362平方公里，河畔城鎮有埃德尔河畔弗兰肯贝格、弗里茨拉尔和埃德尔明德。